# Vianden
Cet article concerne une ville du Luxembourg. Pour le canton du même nom, voir Canton de Vianden.
Vianden (en luxembourgeois : Veianen) est une ville luxembourgeoise située dans le canton du même nom.

## Géographie

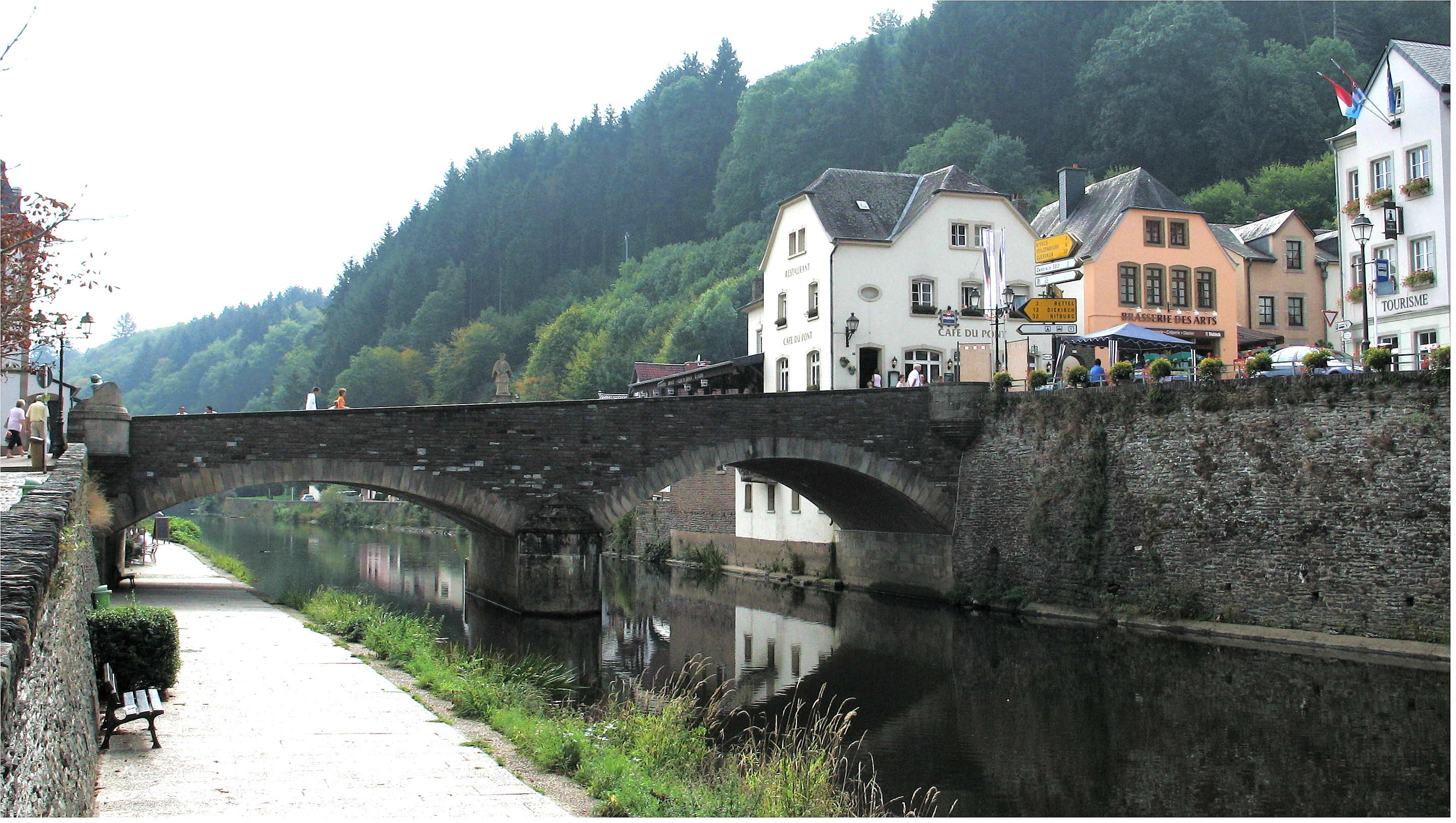
L’Our à Vianden.

Vianden est situé à l'est du Grand-Duché de Luxembourg, en bordure ouest de la frontière allemande.
La cité est traversée par la rivière Our, un affluent de la Sûre. En amont de Vianden, une retenue (bassin inférieur) alimente un lac artificiel situé sur le mont Saint-Nicolas (bassin supérieur), destinée à la production d'hydroélectricité par l'intermédiaire d'une « centrale de pompage ». En période creuse, les turbines-pompes alimentent en eau le bassin supérieur. En période pleine, les turbines-pompes produisent de l'électricité.

## Toponymie
Le nom de Vianden dériverait du mot gaulois vien qui signifie rocheux.
Vienna (1096), Vianne (1136), Vianna (1138), Vienne (1193), Vianden (1220).

## Histoire
Déjà en l'an 1256, Vianden est citée comme ville, mais c'est seulement depuis la lettre de franchise de 1308 que Vianden porte légalement le titre de ville par lettre de franchise.
Au XVe siècle, la ville devait sa prospérité aux activités artisanales tenues par sept corporations : tanneurs, drapiers, tonneliers, maçons, tailleurs, serruriers et orfèvres.
La ville était ceinturée de rempart et de 24 tours semi-circulaires et percée de cinq portes. Les tours furent partiellement démolies par le maréchal de Boufflers sous Louis XIV.
Après son expulsion de Belgique, Victor Hugo a vécu plus de deux mois à Vianden durant l'été de 1871.
Les deux dernières portes encore debout furent détruites au milieu du XIXe siècle.
Au début de la Seconde Guerre mondiale, le 10 mai 1940, les armées allemandes envahissent simultanément les Pays-Bas, la Belgique et le Luxembourg pour affronter la France et la Grande-Bretagne. C'est ainsi qu'à Vianden, une partie de la 2e Panzerdivision, qui a pour objectif de traverser la Meuse à Sedan, franchit la frontière. Des troupes spéciales s'étaient préalablement introduites en civil dans la ville, pour tenter le matin du 10 mai d'empêcher, sans succès, le verrouillage irréversible des barrières qui étaient disposées sur les axes routiers ouvrant sur le Luxembourg neutre et susceptibles d'être empruntés par les Allemands, ceci pour les dissuader de le traverser. Les obstacles placés sur le pont de l'Our, interdisant le passage aux véhicules lourds, sont rapidement rendus franchissables par le génie allemand.

## Politique et administration

### Liste des bourgmestres
| Identité                              | Période         | Période                              | Durée                     | Étiquette |
| Identité                              | Début           | Fin                                  | Durée                     | Étiquette |
| ------------------------------------- | --------------- | ------------------------------------ | ------------------------- | --------- |
| Jean-Louis André (d) (1775 - 1855)    | janvier 1844    |                                      |                           |           |
| Adolphe Pauly (d) (1831 - 1906)       | 1867            | 1876                                 | 9 ans                     |           |
| Édouard Wolff (d) (1878 - 1945)       | 1921            | 1945                                 | 24 ans                    |           |
| Victor Abens (1912 - 1993)            | 1946            | 1981                                 | 35 ans                    | POSL      |
| Raymond Frisch (d) (1923 - 2018)      | 1981            | 1999                                 | 18 ans                    | DP        |
| Marc Schaefer (né en 1961)            | 1999            | 2003                                 | 4 ans                     | POSL      |
| Gaby Frantzen-Heger (d) (née en 1950) | 2004            | 2011                                 | 7 ans                     | SÉ        |
| Marc Schaefer (né en 1961)            | 2011            | 2017                                 | 6 ans                     | POSL      |
| Henri Majerus (d)                     | 9 novembre 2017 | décembre 2019 (motion de censure (d) | 2 ans et 1 mois           | SÉ        |
| Claude Tonino (d)                     | 17 janvier 2020 | En cours                             | 5 ans, 5 mois et 10 jours | SÉ        |

### Jumelages
- Compiègne (France) depuis 1964.
- Huy (Belgique) depuis 1964.
- Ribeira de Pena (Portugal) depuis 2008.

## Population et société

### Démographie
L'évolution du nombre d'habitants est connue à travers les recensements de la population effectués dans le pays depuis 1821. Les recensements décennaux de la population permettent de caler les chiffres sur la composition de la population par sexe, âge, nationalité et commune de résidence. Entre deux recensements, la population au 1er janvier de l’année {\displaystyle x} est évaluée en ajoutant à la population au 1er janvier de l’année {\displaystyle x-1} les soldes naturel (naissances {\displaystyle -} décès) et migratoire (arrivées {\displaystyle -} départs) de l'année. La même méthode est appliquée pour la répartition par âge au 1er janvier et les effectifs totaux par nationalité. Depuis le 1er septembre 2023, le Luxembourg dénombre 100 communes.
Au 1er janvier 2024, la commune comptait 2 212 habitants.
| 1821  | 1851  | 1871  | 1880  | 1890  | 1900  | 1910  | 1922  | 1930  |
| ----- | ----- | ----- | ----- | ----- | ----- | ----- | ----- | ----- |
| 1 440 | 1 530 | 1 471 | 1 435 | 1 270 | 1 241 | 1 178 | 1 074 | 1 110 |

| 1935  | 1947  | 1960  | 1970  | 1978  | 1979  | 1981  | 1983  | 1984  |
| ----- | ----- | ----- | ----- | ----- | ----- | ----- | ----- | ----- |
| 1 195 | 1 111 | 1 605 | 1 520 | 1 525 | 1 549 | 1 500 | 1 550 | 1 600 |

| 1985  | 1986  | 1987  | 1988  | 1989  | 1990  | 1991  | 1992  | 1993  |
| ----- | ----- | ----- | ----- | ----- | ----- | ----- | ----- | ----- |
| 1 590 | 1 590 | 1 620 | 1 509 | 1 515 | 1 475 | 1 480 | 1 523 | 1 570 |

| 1994  | 1995  | 1996  | 1997  | 1998  | 1999  | 2000  | 2001  | 2002  |
| ----- | ----- | ----- | ----- | ----- | ----- | ----- | ----- | ----- |
| 1 609 | 1 559 | 1 578 | 1 501 | 1 448 | 1 453 | 1 414 | 1 511 | 1 457 |

| 2003  | 2004  | 2005  | 2006  | 2007  | 2008  | 2009  | 2010  | 2011  |
| ----- | ----- | ----- | ----- | ----- | ----- | ----- | ----- | ----- |
| 1 464 | 1 530 | 1 615 | 1 651 | 1 663 | 1 671 | 1 705 | 1 679 | 1 731 |

| 2012  | 2013  | 2014  | 2015  | 2016  | 2017  | 2018  | 2019  | 2020  |
| ----- | ----- | ----- | ----- | ----- | ----- | ----- | ----- | ----- |
| 1 763 | 1 809 | 1 864 | 1 888 | 1 918 | 2 008 | 2 015 | 2 080 | 2 138 |

| 2021  | 2022  | 2023  | 2024  | - | - | - | - | - |
| ----- | ----- | ----- | ----- | - | - | - | - | - |
| 2 161 | 2 190 | 2 203 | 2 212 | - | - | - | - | - |

Le graphique qui aurait dû être présenté ici ne peut pas être affiché car il utilise l'ancienne extension Graph, désactivée pour des questions de sécurité. Des indications pour créer un nouveau graphique avec la nouvelle extension Chart sont disponibles ici.

## Culture locale et patrimoine

### Lieux et monuments
- Le château de Vianden ;
- Le Musée d'art rustique, de la poupée et du jouet ;
- Le musée littéraire Victor-Hugo fondé par Anne Beffort : Victor Hugo a séjourné à quatre reprises à Vianden, notamment du 8 juin au 22 août 1871 après avoir été expulsé de Belgique ;
- L'église des Trinitaires, bâtie en 1248 par Henri Ier de Vianden pour remercier l'ordre d'avoir racheté son père des mains des Sarrasins ; elle contient le crâne supposé de Yolande de Vianden, la fille d'Henri Ier de Vianden et la pierre tombale d'Henri de Nassau, bâtard d'un comte de Nassau ;
- L'église Saint-Nicolas ;
- L'ancien cinéma ;
- Le barrage (bassin inférieur), le bassin supérieur (mont Saint-Nicolas) et l'installation souterraine de la « centrale de pompage » de Vianden ;
- Le télésiège ;
- Le parc d'aventures Indian forest.

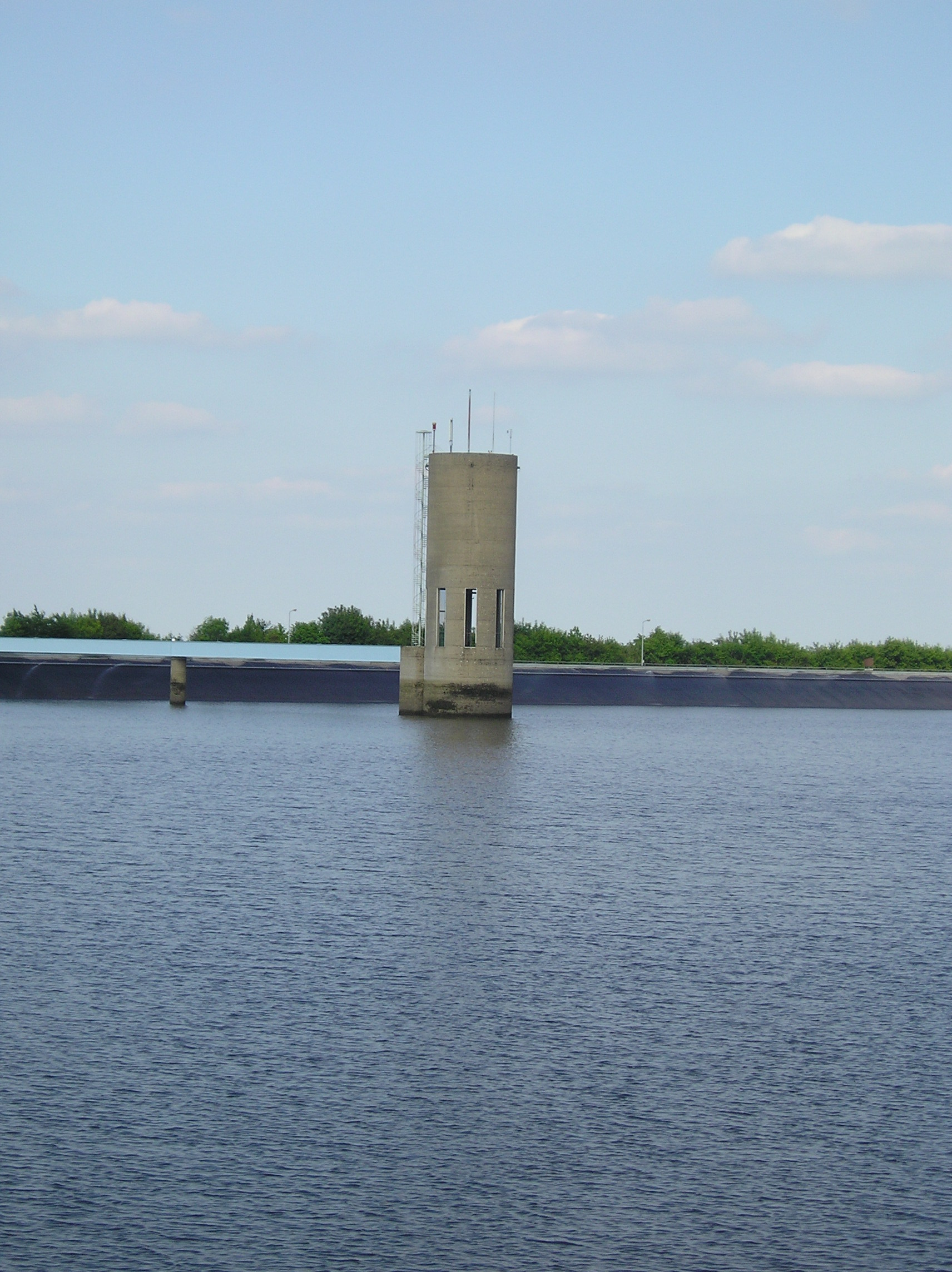
Mont Saint-Nicolas. Bassin supérieur de la « centrale de pompage ».
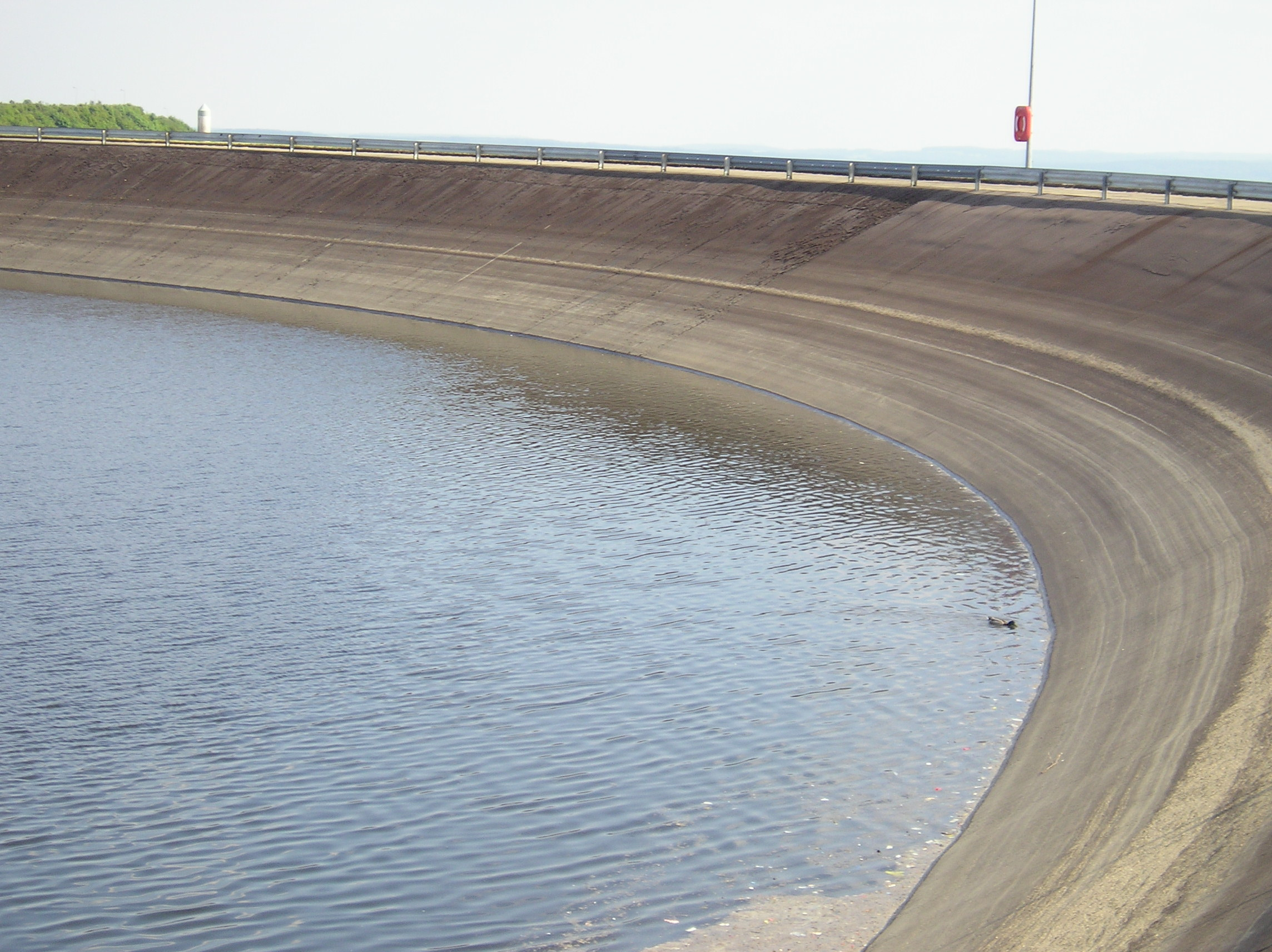
Mont Saint-Nicolas. Bassin supérieur de la « centrale de pompage ».
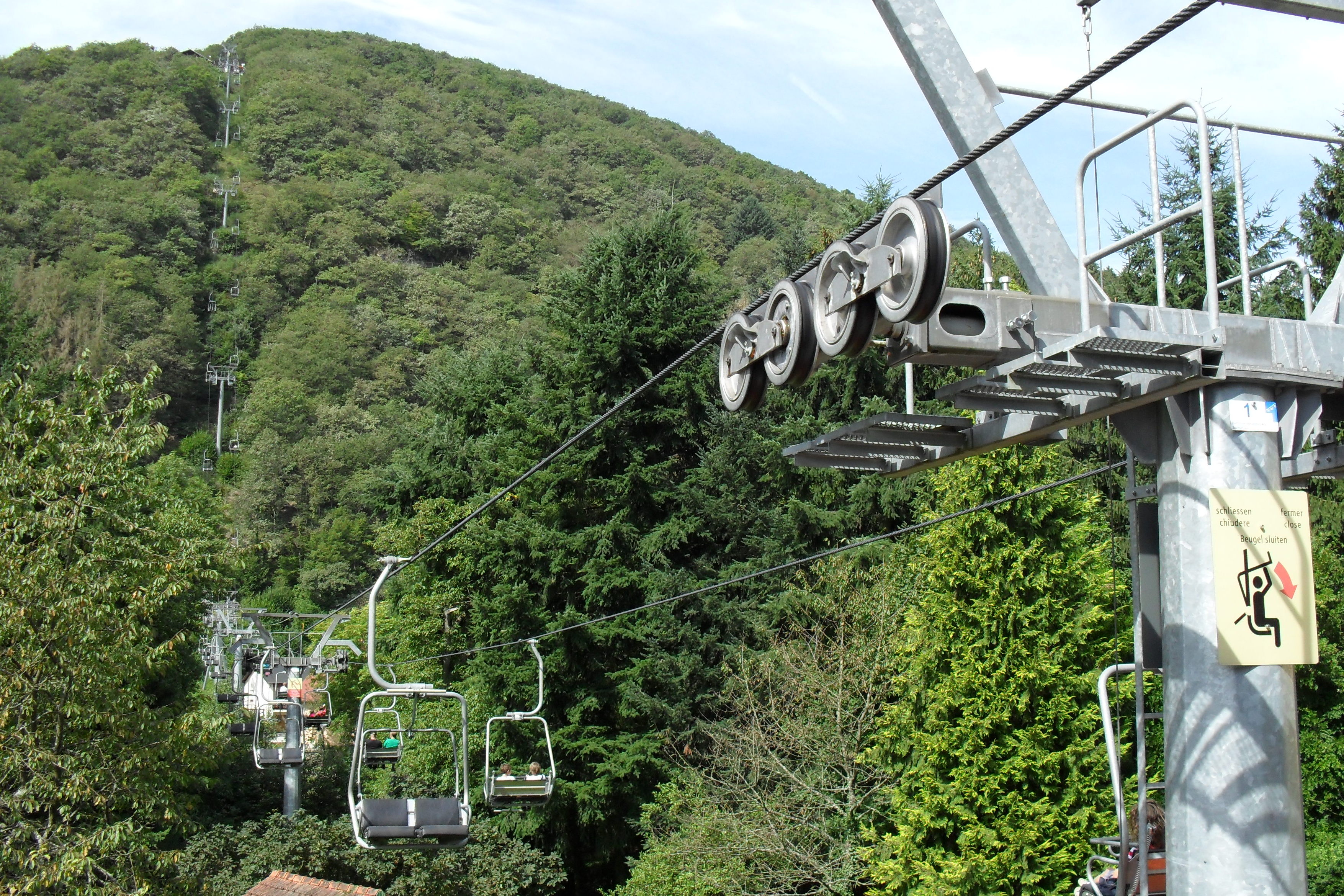
Le télésiège.
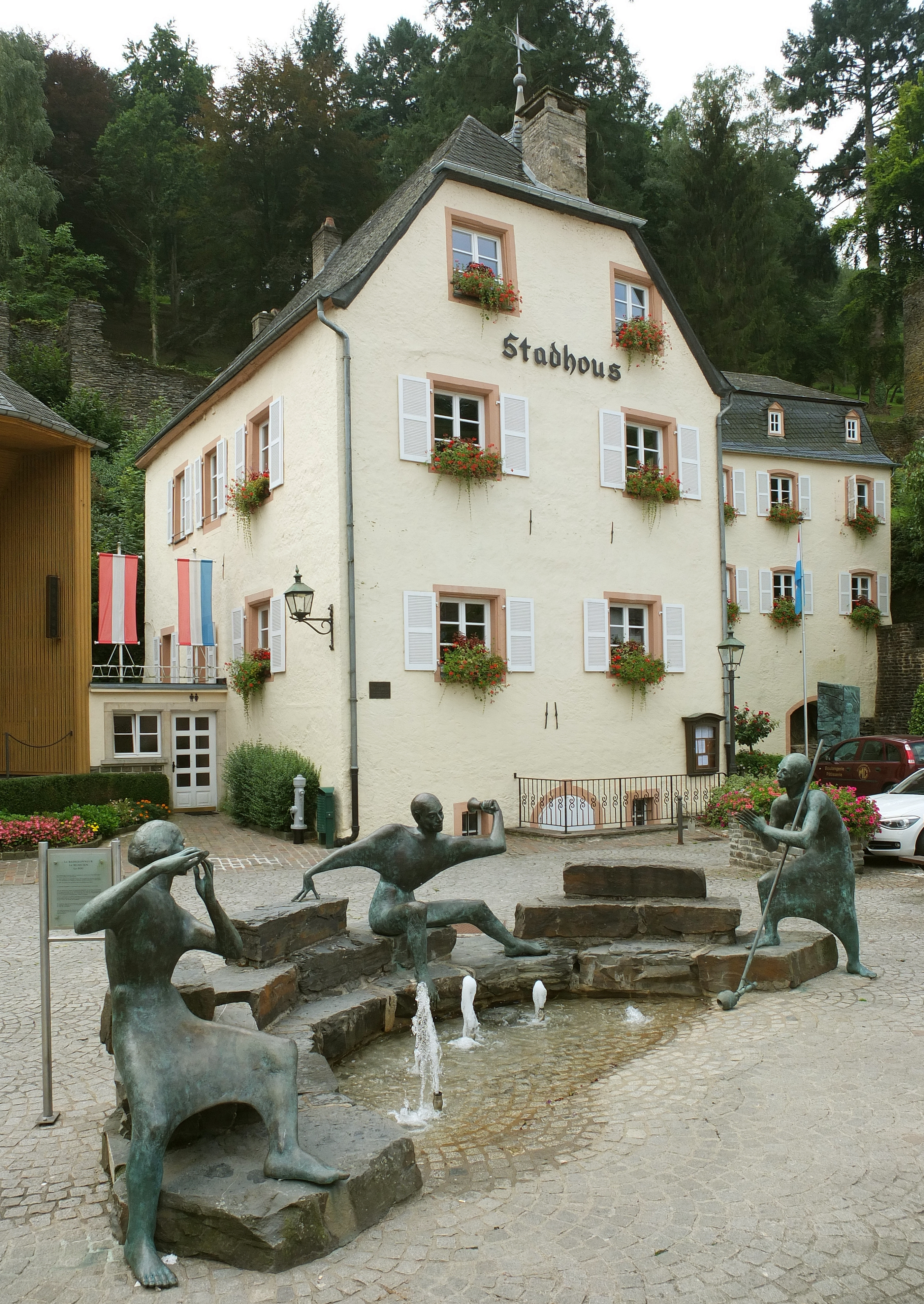
Mairie.
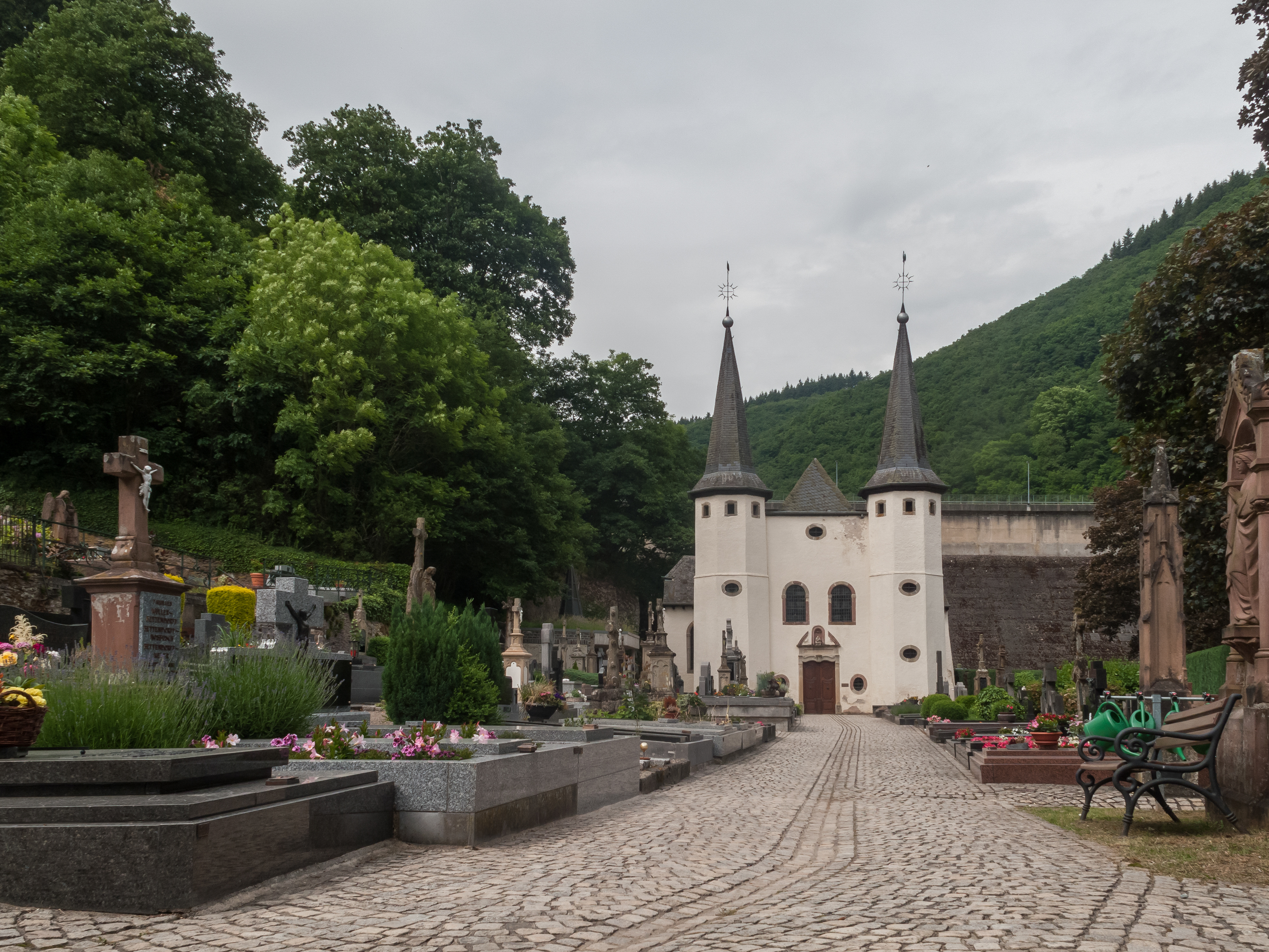
L'église Saint-Roch
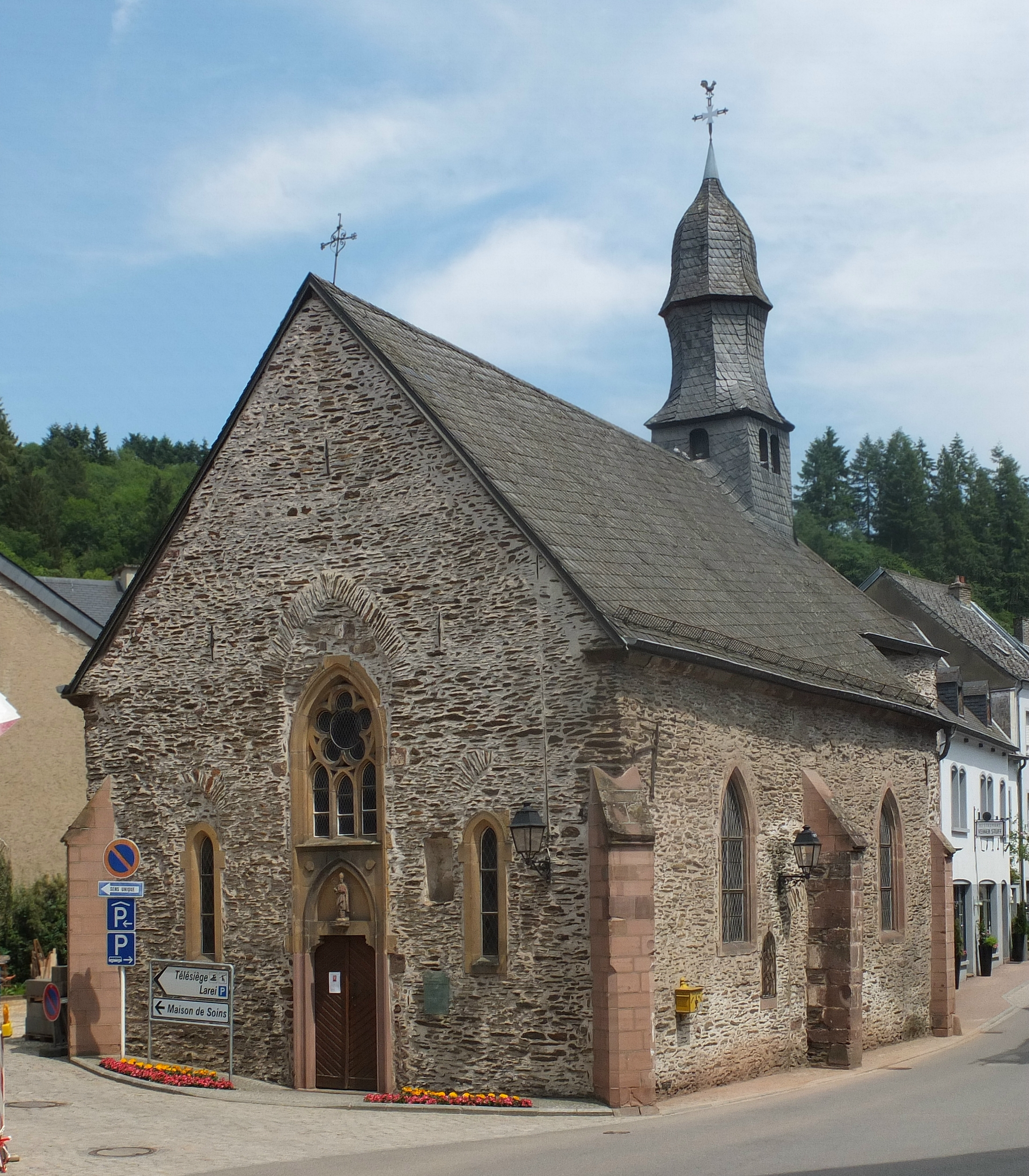
L'église Saint-Nicolas.
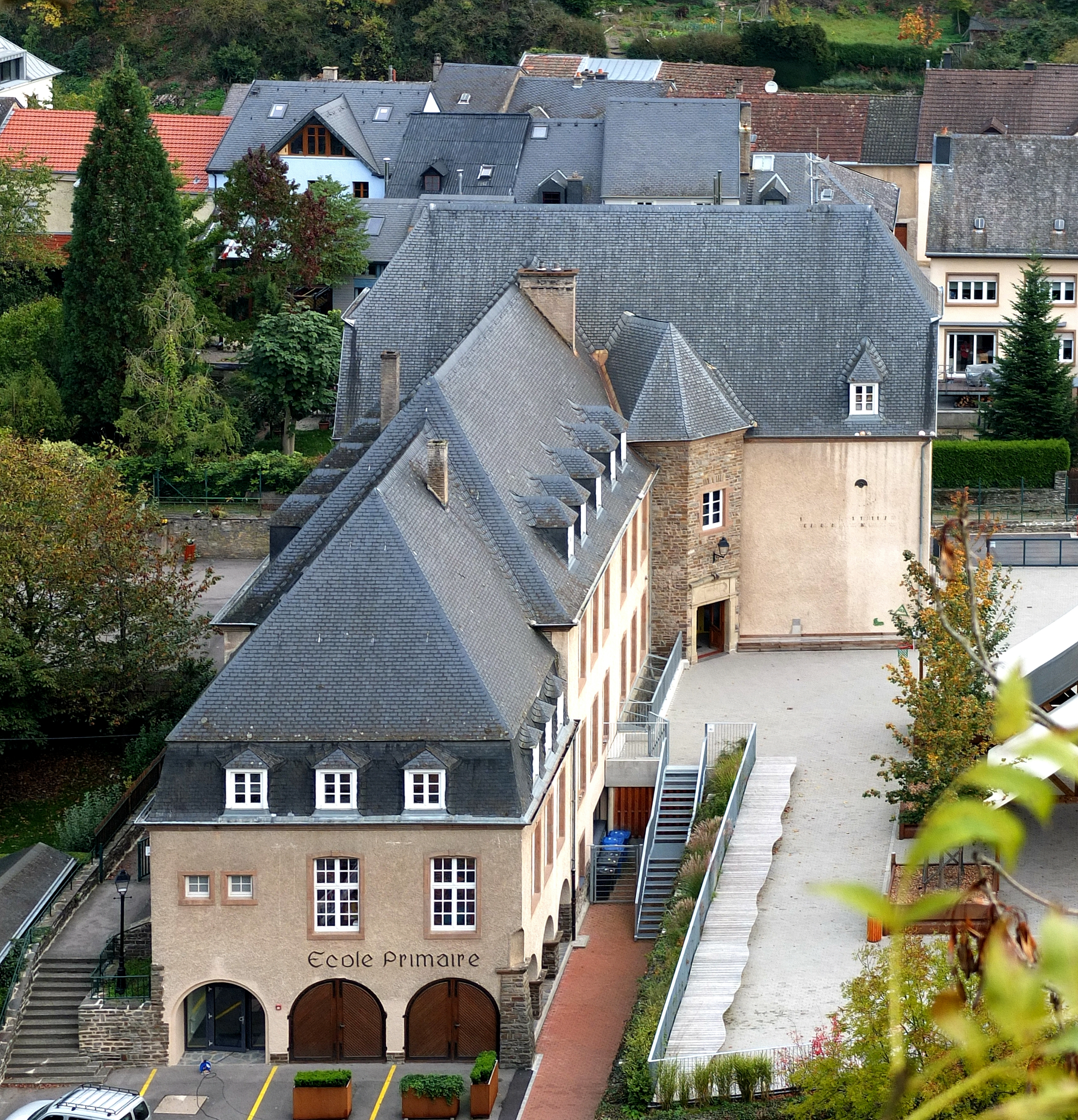
École primaire.
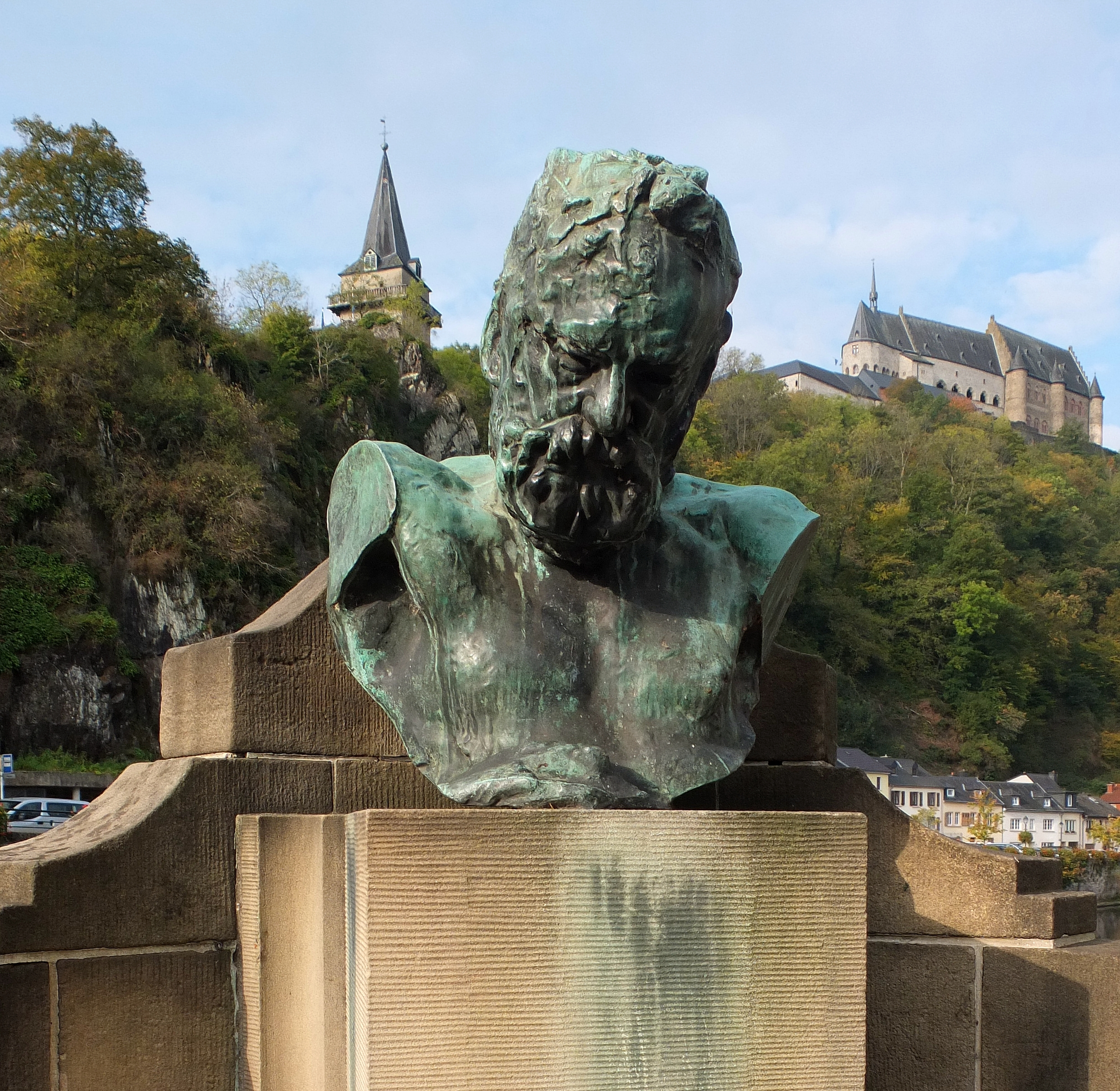
Buste de Victor Hugo.
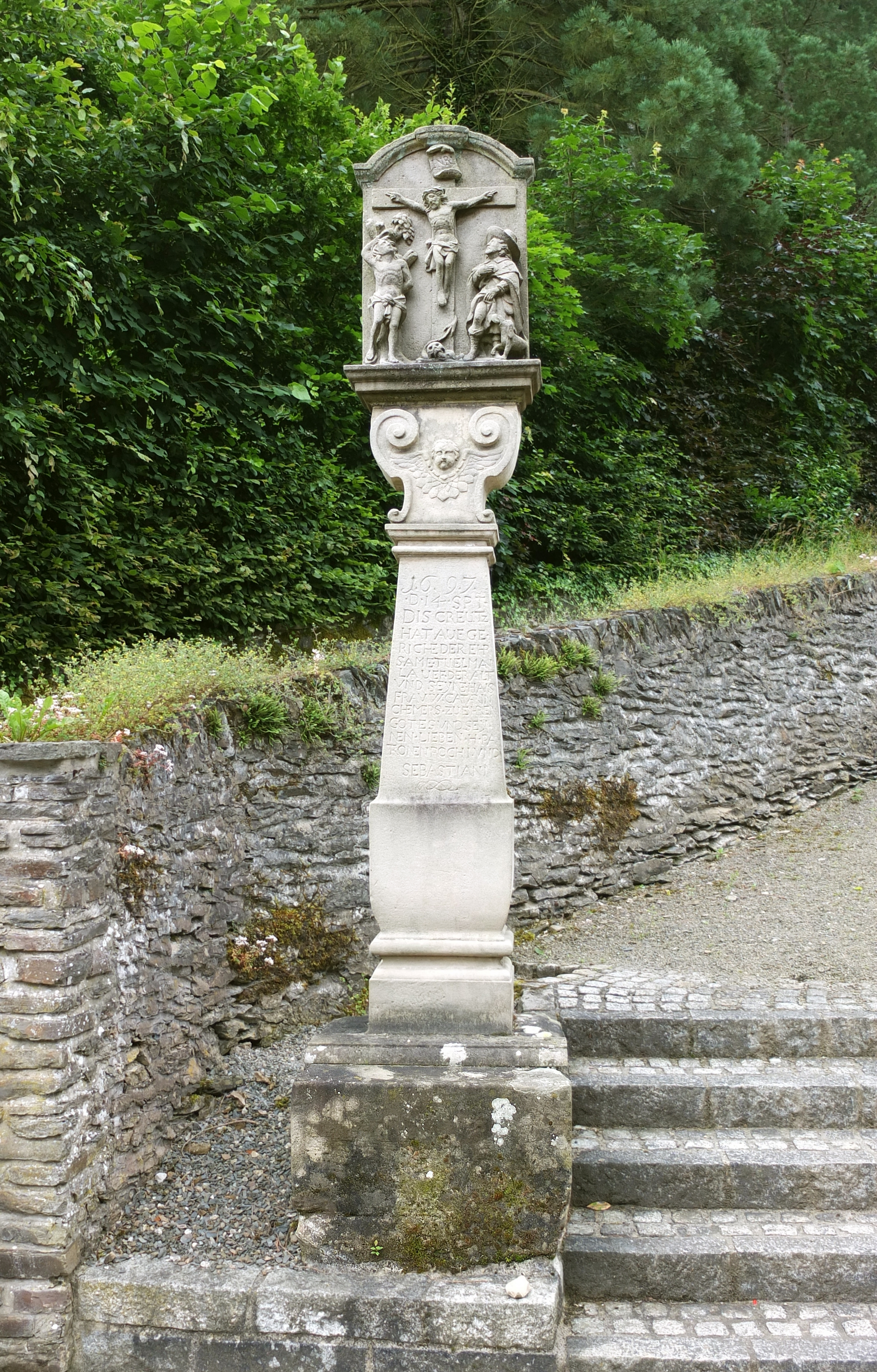
Croix de chemin (1697).

#### Le château de Vianden

Panorama du château de Vianden.

Les premières traces de construction du château de Vianden remontent vers le milieu du Ve siècle de notre ère. Sa construction a donc démarré à l'époque romaine et s'est poursuivie à l'époque carolingienne. La majorité des bâtiments fut érigée entre les XIe et XIVe siècles.
Le château a connu de nombreuses modifications. On compte neuf époques architecturales différentes, du Ve siècle à nos jours. Depuis 1977, le château est propriété de l'État luxembourgeois qui l'a restauré dans le respect des règles (charte de Venise). Les fouilles ont permis de découvrir la présence d'un fortin construit sous le Bas-Empire romain et une première enceinte médiévale carolingienne élevée au IXe siècle. L'apogée des comtes de Vianden se situe du XIIe au XIIIe siècle, et c'est de cette période, qui connaît la transition entre le style roman et le gothique, que datent la plupart des éléments du château.

### Héraldique, logotype et devise
| Blason de Vianden | Blason  | De gueules à la fasce d'argent. |
| Blason de Vianden | Détails | Les armoiries de Vianden figurent parmi les plus anciennes au Luxembourg. Les armoiries les plus vieilles connues des comtes de Vianden datent du XIIIe siècle et étaient de gueules à l'écusson d'argent. En 1285, lors du Tournoi de Chauvency, Jacques Bretel note que plusieurs chevaliers hurlent « Vianne ! », le cri d'armes des Vianden. En 1288, Godefroid Ier adoptait de nouvelles armoiries basées sur celles de la famille des Perweys, qui étaient apparentés aux ducs de Brabant. Les armoiries de Perweys sont ainsi identiques aux armoiries de Vianden. Depuis leur attribution en 1696 par le roi de France, et plus tard confirmé au XIXe siècle par le roi des Pays-Bas, Vianden arborait toujours les mêmes armoiries. |
| Blason de Vianden | Alias   | De gueules à l'écusson d'argent. Armes des comtes de Vianden jusqu'en 1288. |